# Metalle der Seltenen Erden

Metalle der Seltenen Erden im Periodensystem der Elemente (fett umrandet)

Zu den Metallen der Seltenen Erden (ugs. Seltene Erden) gehören die zwei chemischen Elemente Scandium und Yttrium der 3. Nebengruppe des Periodensystems  sowie die Lanthanoide – insgesamt also 17 Elemente. Nach den Definitionen der anorganischen Nomenklatur heißt diese Gruppe chemisch ähnlicher Elemente Seltenerdmetalle. Im Deutschen gibt es des Weiteren den Begriff Seltene Erdelemente und passend dazu das dem englischen REE (rare-earth elements) nachempfundene Akronym SEE.

## Bezeichnung und Einteilung
| leichte (engl. LREE) | Z  |            | schwere (engl. HREE) | Z |
| -------------------- | -- | ---------- | -------------------- | - |
| Scandium             | 21 | Yttrium    | 39                   |   |
| Lanthan              | 57 | Gadolinium | 64                   |   |
| Cer (engl.: Cerium)  | 58 | Terbium    | 65                   |   |
| Praseodym            | 59 | Dysprosium | 66                   |   |
| Neodym               | 60 | Holmium    | 67                   |   |
| Promethium           | 61 | Erbium     | 68                   |   |
| Samarium             | 62 | Thulium    | 69                   |   |
| Europium             | 63 | Ytterbium  | 70                   |   |
|                      |    | Lutetium   | 71                   |   |

Die oft verwendete abgekürzte Bezeichnung Seltene Erden statt Metalle der Seltenen Erden ist missverständlich. Diese Bezeichnung stammt aus der Zeit der Entdeckung dieser Elemente und basiert auf der Tatsache, dass sie zuerst in seltenen Mineralien gefunden und aus diesen in Form ihrer Oxide (früher „Erden“ genannt) isoliert wurden. Nur Promethium, ein kurzlebiges, radioaktives Element, ist in der Erdkruste wirklich selten. Einige der Metalle der Seltenen Erden (Cer – auch Cerium genannt, Yttrium und Neodym) kommen in der Erdkruste häufiger vor als beispielsweise Blei, Kupfer, Molybdän oder Arsen. Thulium, das seltenste stabile Element der Metalle der Seltenen Erden, ist immer noch häufiger vorhanden als Gold oder Platin.
Die Bezeichnung als selten ist aber insofern berechtigt, als größere Lagerstätten von wirtschaftlich ausbeutbaren Mineralien tatsächlich selten sind. Die Elemente kommen zumeist nur in jeweils kleinen Mengen, in sehr vielen, weit verstreut lagernden Mineralien sowie als Beimischungen in anderen Mineralien vor. Ein Großteil der industriellen Gewinnung von Seltenerdmetallen geschieht daher als Nebenprodukt durch die chemische Aufbereitung bei der Gewinnung anderer, stärker konzentriert vorliegender Metalle aus deren Erzen.
Man unterscheidet ferner leichte und schwere Seltene-Erdelemente; die exakte Einteilung ist hierbei strittig. In der Geochemie werden oft nur die Lanthanoide gemeint, wenn von Seltenen Erden gesprochen wird. Wegen unterschiedlicher Fraktionierungseigenschaften werden Scandium und Yttrium in der geochemischen Modellierung der Seltenen Erden nicht betrachtet.

## Eigenschaften

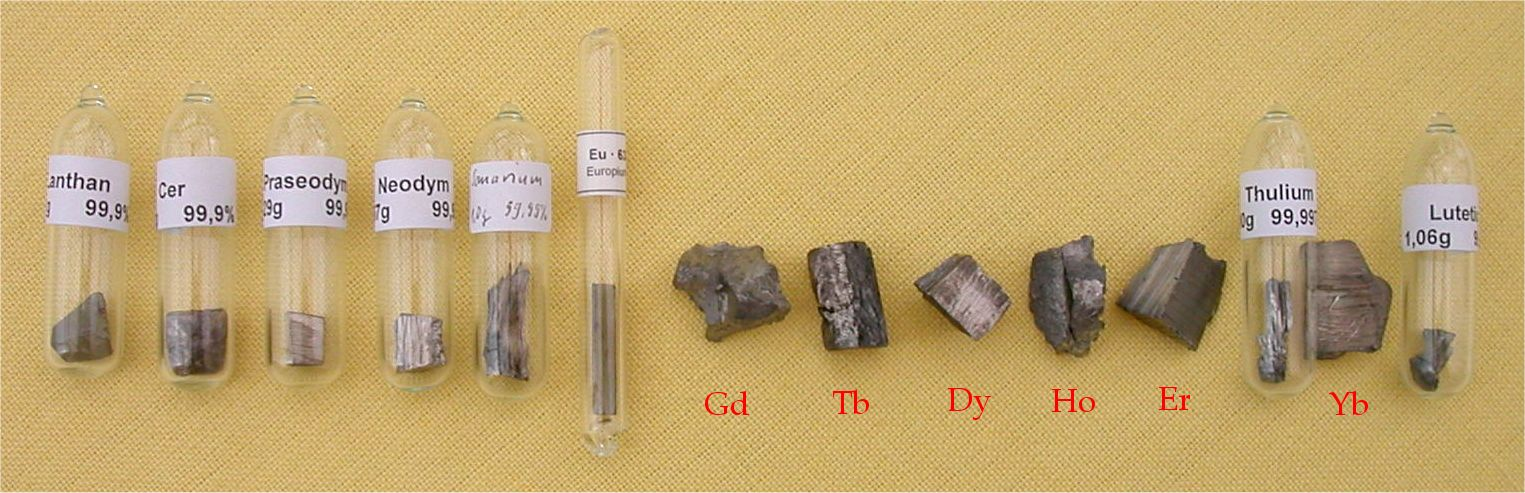
Alle Lanthanoide (außer dem radioaktiven Promethium) auf einen Blick

### Physikalische Eigenschaften
Von besonderem Interesse sind die spektroskopischen Eigenschaften Seltener Erden. So weisen sie im Festkörper, im Gegensatz beispielsweise zu Halbleitern, ein diskretes Energiespektrum auf. Dies liegt an der besonderen Struktur der Elektronenhülle. Optische Übergänge finden innerhalb der 4f-Schale statt (außer bei Scandium und Yttrium), die durch die größeren besetzten 5s, 5p und 6s-Schalen nach außen hin abgeschirmt ist. Eine Bandstruktur kann sich aufgrund dieser Abschirmung für die f-Orbitale nicht ausbilden. Die Absorptionslinien sind, wegen der für die einzelnen Ionen der Elemente unterschiedlichen elektronischen Umgebung im Kristall (Kristallfeld), ausgesetzt. Die inhomogene Linienbreite reicht, je nach Kristall, von einigen hundert Gigahertz bis zu etwa zehn Gigahertz.
Im atomaren Zustand sind die meisten dieser Übergänge hingegen „verboten“ (siehe Verbotener Übergang). Im Festkörper hebt das Kristallfeld durch andere Übergänge diese atomaren Verbote jedoch zu einem gewissen Grad auf. Die Übergangswahrscheinlichkeiten sind dennoch gering.

### Chemische Eigenschaften
Die Ähnlichkeit der chemischen Eigenschaften der Seltenerd-Metalle macht ihre Trennung aufwändig und teuer. Oft genügt es, preiswertes Mischmetall einzusetzen. Es ist eine Mischung aus Seltenerd-Metallen, die bei der Aufbereitung von Seltenerd-Erzen, zum Beispiel Monazit, anfällt. Seltenerd-Metalle zählen zu den lithophilen und inkompatiblen Elementen.

### Lage im Periodensystem
| 1 H   |       |       |       |       |       |       |       |       |       |       |       |       |        |        |        |        |        |        |        |        |        |        |        |        |        |        |        |        |        |        | 2 He   |
| 3 Li  | 4 Be  |       |       |       |       |       |       |       |       |       |       |       |        |        |        |        |        |        |        |        |        |        |        |        |        | 5 B    | 6 C    | 7 N    | 8 O    | 9 F    | 10 Ne  |
| 11 Na | 12 Mg |       |       |       |       |       |       |       |       |       |       |       |        |        |        |        |        |        |        |        |        |        |        |        |        | 13 Al  | 14 Si  | 15 P   | 16 S   | 17 Cl  | 18 Ar  |
| 19 K  | 20 Ca | 21 Sc |       |       |       |       |       |       |       |       |       |       |        |        |        |        | 22 Ti  | 23 V   | 24 Cr  | 25 Mn  | 26 Fe  | 27 Co  | 28 Ni  | 29 Cu  | 30 Zn  | 31 Ga  | 32 Ge  | 33 As  | 34 Se  | 35 Br  | 36 Kr  |
| 37 Rb | 38 Sr | 39 Y  |       |       |       |       |       |       |       |       |       |       |        |        |        |        | 40 Zr  | 41 Nb  | 42 Mo  | 43 Tc  | 44 Ru  | 45 Rh  | 46 Pd  | 47 Ag  | 48 Cd  | 49 In  | 50 Sn  | 51 Sb  | 52 Te  | 53 I   | 54 Xe  |
| 55 Cs | 56 Ba | 57 La | 58 Ce | 59 Pr | 60 Nd | 61 Pm | 62 Sm | 63 Eu | 64 Gd | 65 Tb | 66 Dy | 67 Ho | 68 Er  | 69 Tm  | 70 Yb  | 71 Lu  | 72 Hf  | 73 Ta  | 74 W   | 75 Re  | 76 Os  | 77 Ir  | 78 Pt  | 79 Au  | 80 Hg  | 81 Tl  | 82 Pb  | 83 Bi  | 84 Po  | 85 At  | 86 Rn  |
| 87 Fr | 88 Ra | 89 Ac | 90 Th | 91 Pa | 92 U  | 93 Np | 94 Pu | 95 Am | 96 Cm | 97 Bk | 98 Cf | 99 Es | 100 Fm | 101 Md | 102 No | 103 Lr | 104 Rf | 105 Db | 106 Sg | 107 Bh | 108 Hs | 109 Mt | 110 Ds | 111 Rg | 112 Cn | 113 Nh | 114 Fl | 115 Mc | 116 Lv | 117 Ts | 118 Og |

## Geschichte
| Jahr | Element/Mineral         | Entdecker                             | Namensgebung                                          |
| ---- | ----------------------- | ------------------------------------- | ----------------------------------------------------- |
| 1787 | Gadolinit               | C. A. Arrhenius                       | Person: Johan Gadolin                                 |
| 1794 | Yttrium                 | Johan Gadolin                         | Ort: Ytterby                                          |
| 1751 | Cerit                   | A. F. Cronstedt                       | Planetoid: Ceres                                      |
| 1804 | Cer                     | J. J. Berzelius, W. von Hisinger      | Planetoid: Ceres                                      |
| 1839 | Samarskit               | M. H. Klaproth, G. Rose               | Person: Wassili Samarski                              |
| 1839 | Lanthan                 | C. G. Mosander                        | Eigenschaft: versteckt sein                           |
| 1842 | Didym                   | C. G. Mosander                        | Eigenschaft: Zwillinge                                |
| 1843 | Erbium ab 1864: Terbium | C. G. Mosander                        | Ort: Ytterby                                          |
| 1843 | Terbium ab 1864: Erbium | C. G. Mosander                        | Ort: Ytterby                                          |
| 1878 | Ytterbium               | de Marignac                           | Ort: Ytterby Eigenschaft: zwischen Erbium und Yttrium |
| 1879 | Samarium                | de Boisbaudran                        | Mineral: Samarskit                                    |
| 1879 | Scandium                | L. F. Nilson                          | Ort: Skandinavien                                     |
| 1879 | Thulium                 | P. T. Cleve                           | Ort: Skandinavien alter Name: Thule                   |
| 1879 | Holmium                 | P. T. Cleve                           | Ort: Stockholm                                        |
| 1886 | Dysprosium              | de Boisbaudran                        | Eigenschaft: griech.: unzugänglich                    |
| 1886 | Gadolinium              | de Marignac                           | Person: J. Gadolin                                    |
| 1886 | Praseodym               | A. von Welsbach                       | Eigenschaft: grüner Zwilling                          |
| 1886 | Neodym                  | A. von Welsbach                       | Eigenschaft: neuer Zwilling                           |
| 1901 | Europium                | E.-A. Demarçay                        | Ort: Europa                                           |
| 1907 | Lutetium                | G. Urbain, A. von Welsbach            | Ort: Paris (lat.: Lutetia)                            |
| 1947 | Promethium              | J. Marinsky, L. Glendenin, C. Coryell | Sage: Prometheus                                      |

Im Jahr 1787 entdeckte Carl Axel Arrhenius, ein Leutnant der schwedischen Armee, ein ungewöhnliches Exemplar schwarzen Erzes nahe der Grube Ytterby, einer Feldspatmine. 1794 isolierte Johan Gadolin, ein finnischer Professor an der Universität Turku, rund 38 Prozent einer neuen, bislang nicht beschriebenen „Erde“ (Oxid). Obwohl Arrhenius das Mineral Ytterite benannt hatte, bezeichnete es Anders Gustaf Ekeberg als Gadolinit. Kurz darauf, im Jahre 1803, isolierten der deutsche Chemiker Martin Heinrich Klaproth sowie Jöns Jakob Berzelius und Wilhelm von Hisinger in Schweden unabhängig voneinander eine ähnliche „Erde“ aus einem Erz, das 1751 Axel Frederic Cronstedt in einer Mine nahe Bastnäs in Schweden gefunden hatte. Dieses Mineral wurde Cerit und das Metall Cer benannt, nach dem damals gerade entdeckten Planetoiden Ceres.
Carl Gustav Mosander, ein schwedischer Chirurg, Chemiker und Mineraloge, führte zwischen 1839 und 1841 Versuche zur thermischen Zersetzung einer Probe aus Nitrat, die aus Cerit gewonnen war, durch. Er laugte das Produkt mit verdünnter Salpetersäure aus, identifizierte das unlösliche Produkt als Ceroxid und gewann schließlich zwei neue „Erden“ aus der Lösung, Lanthana (zu verstecken) und Didymia (Zwillingsbruder von Lanthana). Auf ähnliche Weise isolierte Mosander 1843 drei oxidische Fraktionen aus dem ursprünglichen Yttriumoxid: eine weiße (Yttriumoxid), eine gelbe (Erbiumoxid) und eine rosafarbene (Terbiumoxid).
Diese Beobachtungen führten zu einer Periode intensiver Erforschung sowohl von Ceroxid als auch von Yttriumoxid bis gut in die 1900er Jahre hinein, an der bedeutende Forscher der damaligen Zeit beteiligt waren. Es gab Doppelarbeit, ungenaue Berichte, zweifelhafte Entdeckungsansprüche und unzählige Beispiele von Verwirrung aufgrund mangelnder Kommunikationsmöglichkeiten und fehlender Charakterisierungs- und Trennmethoden.
Nach 1850 diente die neu entdeckte Spektroskopie dazu, das Vorhandensein der bekannten Elemente nachzuweisen und neue zu identifizieren. 1864 nutzte Marc Delafontaine, ein schweizerisch-amerikanischer Chemiker, die Methode, um Yttrium, Terbium und Erbium als Elemente eindeutig nachzuweisen. Er verwechselte dabei die Namen von Terbium und Erbium; der Namentausch wegen dieses Irrtums wurde nie wieder rückgängig gemacht.
1885 begann Carl Auer von Welsbach mit Untersuchungen an Didym. Zum damaligen Zeitpunkt wurde bereits vermutet, dass es sich bei diesem nicht um ein einziges Element handelte. Jedoch waren die bisherigen Anstrengungen, die einzelnen Elemente zu trennen, nicht erfolgreich gewesen. Auer wandte dabei seine Methode der fraktionierten Kristallisation an, statt eine fraktionierte Fällung. Dadurch gelang ihm die Trennung des vermeintlichen Didyms in Praseodym und Neodym. 1907 veröffentlichte er Versuchsergebnisse zur Existenz von zwei Elementen in Ytterbium, die er Aldebaranium und Cassiopeium nannte. Nach dem längsten Prioritätsstreit in der Geschichte der Chemie mit dem französischen Chemiker Georges Urbain werden diese als Ytterbium und Lutetium bezeichnet.
Growyn und Moseley entdeckten 1913 auch, dass es eine mathematisch darstellbare Beziehung zwischen der Ordnungszahl eines Elementes und der Frequenz der emittierten Röntgenstrahlen an einer Antikathode des gleichen gibt. Urbain unterwarf daraufhin alle Elemente der Seltenen Erden, die in jüngster Zeit entdeckt worden waren, dem Test von Moseley und bestätigte, dass sie echte Elemente waren. Der Bereich der Elemente der seltenen Erden vom Lanthan mit der Ordnungszahl 57 bis zum Lutetium mit 71 wurde aufgestellt; nur 61 blieb weiterhin unbekannt.
1941 bestrahlten Forscher der Universität Ohio Praseodym, Neodym und Samarium mit Neutronen, Deuteronen und Alphapartikeln und erzeugten dadurch neue Radioaktivitäten, die höchstwahrscheinlich auf die des Elementes Nummer 61 zurückzuführen waren. Die Bildung von Element 61 wurde 1942 auch von Wu und Segrè beansprucht. Der chemische Nachweis gelang 1945 am Clinton Laboratory, dem späteren Oak Ridge National Laboratory, durch Marinsky, Glendenin und Coryell, die das Element durch Ionenaustauschchromatographie aus den Produkten der Kernspaltung von Uran und der Neutronen-Bombardierung von Neodym isolierten. Sie nannten das neue Element Promethium. Die theoretische Erklärung zur großen Ähnlichkeit der Eigenschaften der Metalle der Seltenen Erden und zur Maximalanzahl dieser kam erst später mit der Entwicklung der Atomtheorie.
Von 1963 bis 1995 leistete Allan Roy Mackintosh entscheidende Beiträge zum atom- und festkörperphysikalischen Verständnis der Seltenen Erden.

## Vorkommen
Die größten Vorkommen von – wirtschaftlich rentabel abbaubaren – Seltenen Erden befinden sich in China in der Inneren Mongolei (2,9 Millionen Tonnen, beispielsweise Bayan-Obo-Mine, Erzgehalt von 3–5,4 Prozent der Selten-Erde-Metalle). Zusätzlich verfügt China im Süden über große Vorkommen schwerer seltener Erden, die besonders stark nachgefragt sind. Laut Professor Frank Melcher von der Montanuniversität Leoben wird angenommen, dass diese Vorkommen bei intensivem Abbau für einen Zeitraum von etwa 300 bis 400 Jahren ausreichen werden. Fast zwei Drittel der Schweren Seltenen Erden Dysprosium und Terbium  auf dem globalen Markt kommen aus dem Bürgerkriegsland Myanmar. Das bislang größte bekannte Vorkommen außerhalb Chinas mit mindestens 1,4 Millionen verwertbaren Tonnen ist Mount Weld in Westaustralien. Daneben gibt es große Vorkommen in Grönland mit einem Vorkommen von 2,6 Millionen Tonnen, für deren Abbau bisher nur eine Pilotanlage betrieben wird. Ebenso wurden große Vorkommen in Kanada entdeckt. Im Januar 2023 wurden in der Lagerstätte Per Geijer vom Eisenerzbergwerk Kiruna in Schweden Metalle der Seltenen Erden entdeckt. Das Bergbauunternehmen LKAB geht nach einer ersten Ressourcenabschätzung von einem Vorkommen von über einer Million Tonnen aus. Dabei handelt es sich um die größte bekannte Lagerstätte dieser Art in Europa.
Der Anteil von China an der weltweiten Produktion wurde 2014 mit ca. 97,5 % angegeben, er sank bis 2018 auf 71 %, bis 2022 auf 60 %. 12 % wurden in Australien gewonnen, 9 % in den USA. Neben dem Vorkommen von Seltenen Erden in den USA (Mountain Pass, Kalifornien) befinden sich weitere bereits erschlossene in Indien, Brasilien und Malaysia. Südkorea kündigte 2010 an, Seltene Erden in Kooperation mit Vietnam fördern zu wollen. Japanische Wissenschaftler entdeckten Mitte 2011 im Pazifik größere Mengen Seltener Erden. Die bisher größte Lagerstätte wurde im Jahr 2013 in Nordkorea gefunden. In der Lagerstätte von Jongju sollen sich etwa 216 Millionen Tonnen befinden. Südafrika verfügt mit wirtschaftlichem Effekt über einige SE-haltige Lagerstätten, beispielsweise im Bereich des Karbonatit-Komplexes bei Phalaborwa und durch das nach 2010 wieder aktivierte Bergwerk Steenkampskraal in der Provinz Westkap. Mehrere Lagerstätten unterschiedlicher Typen gibt es in der Demokratischen Republik Kongo, von denen einige durch Bergbauaktivitäten genutzt werden.
Im Jahr 2012 wurde in Deutschland Exploration durch das Unternehmen Seltenerden Storkwitz AG betrieben: Für die Lagerstätte nahe Storkwitz (Ortsteil von Delitzsch, Sachsen) wurden Ressourcenschätzungen von Geologen aus den 1980er Jahren bis zu einer Tiefe von 600 Metern bestätigt. Es handelt sich um eine Ressource von 4,4 Millionen Tonnen Erz mit 20.100 Tonnen Seltenerd-Verbindungen (meist Oxiden) bei Gehalten um 0,45 Prozent. 2017 wurde das Projekt als nicht wirtschaftlich eingestellt.
Die wichtigsten Erze der Seltenen-Erden-Metalle sind der Monazit und der Bastnäsit. Der SE-Gehalt des Erzes von Mount Weld wurde 2011 mit 10 Prozent angegeben, der von Mountain Pass im Jahr 2005 mit 8–12 Prozent.
| Land                | 2010    | 2011    | 2012    | 2013    | 2014    | 2015    | 2016    | 2017    | 2018    | 2019    | 2020    | 2021            | Reserven (Stand 2020) |
| ------------------- | ------- | ------- | ------- | ------- | ------- | ------- | ------- | ------- | ------- | ------- | ------- | --------------- | --------------------- |
| Volksrepublik China | 130.000 | 105.000 | 100.000 | 95.000  | 95.000  | 105.000 | 105.000 | 105.000 | 120.000 | 132.000 | 140.000 | 168.000 1       | 44.000.000            |
| Vereinigte Staaten  | 0       | 0       | 800     | 5.500   | 700     | 4.100   | 0       | 0       | 18.000  | 26.000  | 39.000  | 42.000          | 1.400.000             |
| Australien          | 0       | 2.200   | 3.200   | 2.000   | 2.500   | 10.000  | 14.000  | 20.000  | 21.000  | 21.000  | 21.000  | 24.000Schätzung | 4.000.000             |
| Thailand            | k. A.   | k. A.   | k. A.   | k. A.   | k. A.   | k. A.   | 800     | 1.600   | 1.000   | 1.800   | 3.600   | 8.200Schätzung  | k. A.                 |
| Madagaskar          | k. A.   | k. A.   | k. A.   | k. A.   | k. A.   | k. A.   | k. A.   | k. A.   | 2.000   | 4.000   | 2.800   | 6.800Schätzung  | k. A.                 |
| Indien              | 2.800   | 2.800   | 2.900   | 2.900   | 3.000   | k. A.   | 1.700   | 1.500   | 2.900   | 3.000   | 2.900   | 2.900Schätzung  | 6.900.000             |
| Russland            | k. A.   | k. A.   | k. A.   | 2.500   | 2.500   | 2.500   | 3.000   | 3.000   | 2.700   | 2.700   | 2.700   | 2.600Schätzung  | 21.000.000            |
| Brasilien           | 550     | 250     | 140     | 330     | k. A.   | k. A.   | 1.100   | 2.000   | 1.100   | 1.000   | 600     | 500             | 21.000.000            |
| Vietnam             | k. A.   | k. A.   | k. A.   | k. A.   | k. A.   | k. A.   | 300     | 100     | 920     | 920     | 700     | 400Schätzung    | 22.000.000            |
| Burundi             | k. A.   | k. A.   | k. A.   | k. A.   | k. A.   | k. A.   | k. A.   | k. A.   | 630     | 200     | 300     | 200Schätzung    | k. A.                 |
| Malaysia            | 30      | 280     | 100     | 180     | 200     | 200     | 300     | 300     | 0       | 0       | 0       | k. A            | k. A.                 |
| Myanmar             | k. A.   | k. A.   | k. A.   | k. A.   | k. A.   | k. A.   | k. A.   | k. A.   | 19.000  | 25.000  | 31.000  | k. A            | k. A.                 |
| Kanada              | k. A.   | k. A.   | k. A.   | k. A.   | k. A.   | k. A.   | k. A.   | k. A.   | k. A.   | k. A.   | k. A.   | 0               | 830.000               |
| Grönland            | k. A.   | k. A.   | k. A.   | k. A.   | k. A.   | k. A.   | k. A.   | k. A.   | k. A.   | k. A.   | k. A.   | 0               | 1.500.000             |
| Südafrika           | k. A.   | k. A.   | k. A.   | k. A.   | k. A.   | k. A.   | k. A.   | k. A.   | k. A.   | k. A.   | k. A.   | 0               | 790.000               |
| Tansania            | k. A.   | k. A.   | k. A.   | k. A.   | k. A.   | k. A.   | k. A.   | k. A.   | k. A.   | k. A.   | k. A.   | 0               | 890.000               |
| Andere Länder       | k. A.   | k. A.   | k. A.   | k. A.   | k. A.   | k. A.   | k. A.   | k. A.   | 60      | 66      | 100     | 60              | 280.000               |
| Gesamt (gerundet)   | 133.000 | 111.000 | 110.000 | 111.000 | 110.000 | 124.000 | 126.000 | 130.000 | 190.000 | 220.000 | 240.000 | 290.000         | 120.000.000           |

Auf dem Erdmond gibt es Vorkommen von KREEP-Mineralien, die in geringer Menge Seltene Erden enthalten. Auf weiteren Objekten im Weltraum, einschließlich erdnahen Objekten (NEOs), sind Metalle der Seltenen Erden vorhanden. Es gibt theoretische Überlegungen für Asteroidenbergbau.
Keines der Seltenen-Erden-Metalle kommt in der Natur rein vor, sondern es liegt immer eine Mischung der Seltenen Erden vor. Aus diesem Grund kann bei den entsprechenden Mineralien (z. B. Allanit) keine einheitliche chemische Formel angegeben werden. Es hat sich daher in der Mineralogie eingebürgert, die Elemente der Seltenen Erden in ihrer Summe anzugeben und in der entsprechenden chemischen Formel mit SEE (Seltene-Erden-Elemente) bzw. REE (von englisch rare earth elements) abzukürzen.

## Gewinnung

### Hydrometallurgische Verfahren
Die reinen Metalle werden überwiegend durch Schmelzflusselektrolyse der Chloride bzw. Fluoride gewonnen. Vorher müssen die entsprechenden Verbindungen jedoch aus den Erzen, die neben anderen Verbindungen immer Gemische der Seltenen Erden enthalten, über zum Teil aufwändige Trennverfahren separiert werden. Im ersten Schritt werden die Erze durch Behandlung mit Laugen oder Säuren aufgeschlossen, zum Teil werden die Erze, wie Monazit, auch einer Hochtemperaturchlorierung unterworfen, wobei ein Gemisch von Chloriden entsteht. In einem weiteren Schritt werden die aus dem aufgeschlossenen Material gewonnenen Salze einem Trennverfahren unterworfen. Hierfür kommen in Frage:
- Verfahren, die unterschiedliche Löslichkeiten berücksichtigen. Hierbei werden schwerlösliche Salze einer fraktionierten Fällung oder Kristallisation unterworfen.
- Verfahren über Ionenaustauscher[30] wobei auch die Massenspektrometrie zum Einsatz kommen kann.[31][32] Hierbei werden bevorzugt Kationenaustauscher verwendet. Die Elution aus der Trennsäule kann dabei mit Komplexbildnern wie EDTA oder NTA erfolgen.
- Flüssig-Flüssig-Extraktion im Gegenstrom. Dieses Verfahren ist das effektivste und technisch bedeutungsvoll. Ein Komplexbildner, der zusammen mit einem Lösungsmittel verwendet wird, überführt im Gegenstrom die gelösten Salze der Seltenen Erden aus einer wässrigen in eine organische Phase. Als Extraktionsmittel werden Tri-n-butyl-phosphat, Di(2-ethylhexyl)phosphorsäure oder langkettige quartäre Ammoniumsalze eingesetzt. Die Abtrennung der Seltenen Erden aus den Lösungen erfolgt dann durch Fällung als Oxalate, Hydroxide oder Carbonate, die zu den Oxiden verglüht werden. Durch Lösen in Mineralsäuren werden dann die entsprechenden Salze der einzelnen Elemente hergestellt.

Produktionsstätten für die Flüssig-Flüssig-Extraktion befinden sich fast ausschließlich in China. In Europa sind nur noch Silmet in Estland und Solvay in La Rochelle aktiv.

### Biologische Verfahren
Ein Bioleaching-Verfahren, um Seltenerdmetalle aus Phosphorgips und Elektronikschrott zu gewinnen, basiert auf einem Säuregemisch, das von dem Bakterium Gluconobacter oxydans erzeugt wird und u. a. Gluconsäure enthält.

## Verwendung
Seltene Erden werden in vielen Schlüsseltechnologien eingesetzt. Europium wurde in Röhren- und Plasmabildschirmen benötigt für die Rotkomponente im RGB-Farbraum. Neodym wird in Legierung mit Eisen und Bor zur Herstellung von Dauermagneten verwendet. Diese Neodym-Magnete werden in permanenterregten Elektromotoren, Generatoren von Windkraftanlagen und auch in Elektromotoren von Kfz-Hybrid-Antrieben eingesetzt. Lanthan wird für Legierungen in Akkumulatoren benötigt. 13 Prozent der Seltenen Erdmetalle kommen für Polituren zum Einsatz, etwa 12 Prozent für Spezialgläser und 8 Prozent für die Leuchtmittel der Plasma- und LCD-Bildschirme, für Leuchtstofflampen (in geringerem Umfang für Kompaktleuchtstofflampen) und Radargeräte. Metalle der Seltenen Erden werden in der medizinisch-diagnostischen Radiologie als Kontrastmittelbeigabe bei Kernspin-Untersuchungen (Magnetresonanztomographie) verwendet.
Neuere Untersuchungen zeigen, dass die Oxide der Lanthanreihe nach dem Sintern intrinsisch hydrophob sind. Wegen hoher Temperaturbeständigkeit, hoher Abriebfestigkeit und ihrer hydrophoben Eigenschaften bieten sich diesbezüglich weitere Einsatzmöglichkeiten an (z. B. Dampfturbinen und Flugzeugtriebwerke).
Weitere Beispiele gibt es in der Tabelle unter Verwendung der Lanthanoide und in den Artikeln der jeweiligen Elemente.
| Z  | Sym- bol | Name       | Etymologie                                                                               | ausgewählte Verwendungen                                                                                                 |
| -- | -------- | ---------- | ---------------------------------------------------------------------------------------- | --- |
| 21 | Sc       | Scandium   | von lateinisch Scandia ‚Skandinavien‘, wo das erste Erz entdeckt wurde                   | Stadionbeleuchtung, Brennstoffzellen, Rennräder, Röntgentechnik, Laser                                                   |
| 39 | Y        | Yttrium    | nach dem Entdeckungsort des Seltenen-Erden-Erzes bei Ytterby, Schweden                   | Leuchtstofflampe, LCD- und Plasmabildschirme, LEDs, Brennstoffzelle, Nd:YAG-Laser                                        |
| 57 | La       | Lanthan    | von griechisch lanthanein ‚versteckt sein‘.                                              | Nickel-Metallhydrid-Akkus, Katalysatoren, Rußpartikelfilter, Brennstoffzellen, Gläser mit hohem Brechungsindex           |
| 58 | Ce       | Cer        | nach dem Zwergplaneten Ceres.                                                            | Auto-Katalysatoren, Rußpartikelfilter, Ultraviolettstrahlung-Schutzgläser, Poliermittel                                  |
| 59 | Pr       | Praseodym  | von griech. prásinos ‚lauchgrün‘, didymos ‚doppelt‘ oder ‚Zwilling‘                      | Dauermagnete, Flugzeugmotoren, Elektromotoren, Glas- und Emaillefärbung                                                  |
| 60 | Nd       | Neodym     | von griech. neos ‚neu‘ und didymos ‚doppelt‘ oder ‚Zwilling‘                             | Dauermagnete (z. B. in Elektromotoren, Windkraftanlagen, Kernspintomografen, Festplatten), Glasfärbung, Laser, CD-Player |
| 61 | Pm       | Promethium | von Prometheus, einem Titanen der griechischen Mythologie                                | Leuchtziffern, Wärmequellen in Raumsonden und Satelliten (radioaktives Element)                                          |
| 62 | Sm       | Samarium   | nach dem Mineral Samarskit, das wiederum benannt nach dem Bergingenieur Wassili Samarski | Dauermagnete (in Diktiergeräten, Kopfhörern, Festplattenlaufwerken), Raumfahrt, Gläser, Laser, Medizin                   |
| 63 | Eu       | Europium   | neben Americium das einzige nach einem Erdteil benannte Element                          | LEDs, Leuchtstofflampen, Plasmafernseher (roter Leuchtstoff)                                                             |
| 64 | Gd       | Gadolinium | nach Johan Gadolin (1760–1852), dem Namensgeber des Gadolinits                           | Kontrastmittel (Kernspintomographie), Radar-Bildschirme (grüner Leuchtstoff), KKW-Brennelemente                          |
| 65 | Tb       | Terbium    | nach dem schwedischen Fundort Ytterby                                                    | Leuchtstoffe, Dauermagnete                                                                                               |
| 66 | Dy       | Dysprosium | von griech. δυσπρόσιτος ‚unzugänglich‘                                                   | Dauermagnete (z. B. Windkraftanlagen), Leuchtstoffe, Laser, Atomreaktoren                                                |
| 67 | Ho       | Holmium    | von Stockholm (lat. Holmia) oder eine Ableitung des Chemikers Holmberg                   | Hochleistungsmagnete, Medizintechnik, Laser, Atomreaktoren                                                               |
| 68 | Er       | Erbium     | nach dem schwedischen Fundort Ytterby                                                    | Laser (Medizin), Glasfaserkabel                                                                                          |
| 69 | Tm       | Thulium    | nach Thule, der mythischen Insel am Rande der Welt                                       | Leuchtstofflampen, Röntgentechnik, Fernsehgeräte                                                                         |
| 70 | Yb       | Ytterbium  | nach dem schwedischen Fundort Ytterby                                                    | Infrarotlaser, chemische Reduktionsmittel                                                                                |
| 71 | Lu       | Lutetium   | nach dem römischen Namen von Paris, Lutetia                                              | Positronen-Emissions-Tomographen                                                                                         |

## Umweltprobleme

Weltproduktion an Seltenerd-Metallen (1950–2000)

Der Abbau von Seltenen Erden erfolgt in manchen Lagerstätten unter Zuhilfenahme von Säuren, mit denen relevante Mineralanteile über Bohrlöcher aus dem Gestein gelöst werden. Weil unter diesen natürlichen Bedingungen die begehrten Selten-Erd-Rohstoffe nur in geringer Konzentration in den Lagerstätten vorkommen, wird zu ihrer Gewinnung auch diese Technologie praktiziert. Dies erzeugt große Mengen an giftigem Schlamm. Da die darin enthaltenen Minerale auch radioaktive Bestandteile enthalten, tritt mit diesem Schlamm eine Mobilisierung solcher strahlender Thorium- und Uranverbindungen ein, die neben Säuren und Schwermetallen eine Gefährdung darstellen. Von diesen Nebenprodukten können bei ungenügender Technologie daher vielfältige und komplexe Gift- und andere gesundheitsbeeinträchtigende Wirkungen auf Mensch und Umwelt ausgehen.
Angesichts der enormen Abfallmengen wird dieser Schlamm in künstlichen Teichen gelagert. Der weltweit größte dieser Teiche mit einer Fläche von mittlerweile 10 km2 befindet sich in der chinesischen Stadt Baotou, die Teil des Bayan Obo mining districts ist. Aufgrund seiner immer weiter voranschreitenden Ausdehnung und seiner enormen Gefahren für alles Leben in seiner Umgebung, wurde dieser Ort bereits als „Hölle auf Erden“ bezeichnet. Wo Umweltauflagen fehlen oder ihre Einhaltung nicht kontrolliert wird, stellen diese Absetzbecken zugleich eine enorme Gefahr für das Grundwasser dar.

## Weltmarktprobleme
Der Bedarf an einer Nutzung der Seltenen Erden war noch im 20. Jahrhundert dem technischen Level der Güterproduktion entsprechend gering und wuchs erst durch die Digitalisierung von Gerätschaften und Steuerungsprozessen um die Jahrtausendwende rasch an. Durch die Energiewende und den Umstieg auf Elektromobilität steigt der Bedarf an seltenen Erden zusätzlich an. Beispielsweise wird für das Erreichen der Klimaneutralität der USA 2050 bei gleichbleibendem Anstieg des Energieverbrauchs ein 60- bis 300-facher größerer Bedarf Seltener Erden im Energiesektor gegenüber 2021 prognostiziert.
Vor 2010
Die Förderung Seltener Erden ist sehr kostenintensiv. Bis in die 1980er Jahre hinein waren die USA das Hauptförderland, danach wurde wegen der niedrigeren Kosten in der Volksrepublik China (im Folgenden: China) die Förderung in den USA unrentabel. China förderte im Jahr 2006 rund 119.000 Tonnen (damit fünfmal so viel wie im Jahr 1992) und dominierte den Weltmarkt (2007: 95 Prozent der weltweiten Förderung).

### 2010 bis 2018
Anteil Chinas an weltweiter Seltene Erden-Produktion – 2010: 97 Prozent, 2011: 95 Prozent, 2013: 92 Prozent, 2018: 71 Prozent.
China beschränkte den Export 2010 und legte Quoten an: Insgesamt wurden 30.300 Tonnen festgelegt, so dass für das zweite Halbjahr nur 8.000 Tonnen verblieben (gegenüber 28.000 Tonnen im zweiten Halbjahr 2009). 2011 galt für die leichten Seltenen Erden Neodym, Lanthan, Cer und Europium eine Exportquote von 35.000 Tonnen, für die schweren Seltenen Erden Yttrium, Thulium und Terbium ein vollständiges Exportverbot.
China akzeptiert WTO-Urteil
Im Streit um eine zudem ab Januar 2011 geplante Erhöhung der Ausfuhrzölle für Seltene Erden kündigten die USA im Dezember 2010 an, China vor der WTO zu verklagen. Dies wurde am 13. März 2012 umgesetzt.; die EU und Japan beteiligten sich an der Klage.
Nachdem die WTO die Exportbeschränkungen für unzulässig erklärte, hob China die entsprechenden Exportquoten Anfang 2012 auf. 2013 wurden 22.493 Tonnen exportiert, bis November 2014 waren es rund 24.886 Tonnen – das Exportlimit von rund 31.000 Tonnen wurde noch nicht ausgeschöpft.
Als Reaktion auf die internationalen Proteste hatte China im April 2012 einen Wirtschaftsverband für Seltene Erden gegründet. Der Verband werde den Abbau und die Verarbeitung der Rohstoffe koordinieren und „einen vernünftigen Preismechanismus“ entwickeln, teilte das Ministerium für Industrie und Informationstechnologie mit.
Politische Motive Chinas
Mit den genannten Exportbeschränkungen – so eine Einschätzung – hätte China eine Absicherung des Eigenbedarfs und die Verlagerung rohstoffabhängiger Wertschöpfung ins Inland bezwecken können. Bezweifelt wurde hingegen, dass diese Politik vor allem der Verlagerung westlicher Produktion nach China gedient haben könnte, da westliche Unternehmen zunehmend von einer Benachteiligung ihrer Werke in China gegenüber einheimischen Unternehmen berichteten.
Manche Kritiker sahen in der Gründung des genannten chinesischen Wirtschaftsverbandes für Seltene Erden zudem einen Versuch, den Sektor noch stärker zu kontrollieren und außenpolitisch speziell gegenüber Japan mit Sperren zu nutzen, da beide Staaten Anspruch auf das erdöl- und erdgasreiche Gebiet der Senkaku-Inseln erheben.
Weltweite Gegenmaßnahmen
Japanische Unternehmen trafen Vorsorgemaßnahmen; so bildete Toyota eine eigene Arbeitsgruppe zur Versorgung mit Seltenen Erden. Auch das japanische Ministerium für Handel und Wirtschaft nahm sich des Problems an.
Wegen der beschränkenden Maßnahmen Chinas nahm das Bergbauunternehmen Molycorp Minerals den Abbau in den USA (Mountain Pass) wieder auf. Nachdem internationale Bergbaukonzerne die erneute Förderung Seltener Erden in verschiedenen Erdteilen angekündigt hatten und dafür teilweise stillgelegte Minen reaktivierten, wurden Befürchtungen besonders in Kreisen der deutschen Industrie verringert, dass die künftige chinesische Exportpolitik zu Engpässen bei der Belieferung mit Seltenen Erden führen könnten. 2018 stammten 20 % der deutschen Importe aus Russland, und Experten rechneten 2019 auch aufgrund langfristiger Lieferverträge nicht mit kurzfristigen Auswirkungen eines Handelsstreites zwischen den USA und China auf die Versorgung in Deutschland.
Produktion außerhalb Chinas

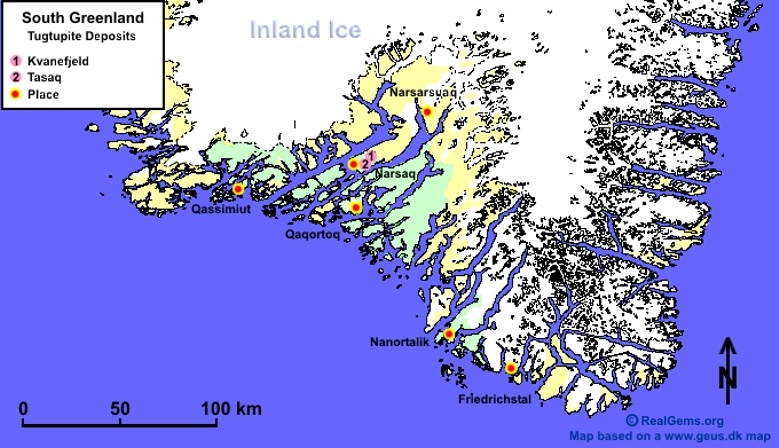
Im grönländischen Kvanefjeld (als (1) markiert) befindet sich eine Pilotanlage zum Abbau Seltener Erden

Nach Angaben von Geologen liegen vor allem auf Grönland und in Kanada weitere potentielle Abbaugebiete; so könne ein Areal im grönländischen Kvanefjeld bis zu 100.000 Tonnen Seltene Erden pro Jahr abwerfen, was der Menge der derzeitigen Gesamtproduktion Chinas von 130.000 Tonnen pro Jahr nahe käme. Der Abbau in Kvanefjeld begann 2016 mit einer Pilotanlage, die sich 2016/2017 in der Begutachtungsphase befand.

### Nach 2018 zur Gegenwart
Im Juni 2019 drohte China infolge eines erneuten Handelskonfliktes zwischen den Vereinigten Staaten und der Volksrepublik China die Drosselung des Verkaufs Seltener Erden in die USA an. Der Konflikt konnte erneut beigelegt werden, doch blieb das Grundproblem, die weltweite Abhängigkeit von China, weiter bestehen.
Am 20. September 2019 wurde der Bericht des China Seltene Erde Industrie Index, der gemeinsam von der China Economic Information Society und der Baotou Seltene Erden Element Börse erstellt wurde, offiziell veröffentlicht. Fazit: China dominiere die Extraktion und den Abbau von Seltenen Erden in der Welt.
Im Januar 2023 meldete das staatliche schwedische Bergbauunternehmen LKAB die Entdeckung des größten Vorkommens seltener Erden in Europa. Es handle sich um mehr als eine Million Tonnen an Metallen.
Im April 2025 stoppte die Volksrepublik China den Export Seltener Erden aufgrund des Handelskrieges mit der US-Regierung von Donald Trump in dessen Zweiter Amtszeit als US-Präsident.

### Fachliteratur
- Christiane. S. Reiners: Was ist das Seltene an den Seltenen Erden? Eine chemiedidaktische Reflexion. In: Chemie in unserer Zeit, 2001, 35, S. 110–115 (doi:10.1002/1521-3781(200104)35:2<110::AID-CIUZ110>3.0.CO;2-T).
- Paul Henderson: Rare earth element geochemistry. Elsevier, Amsterdam 1989, ISBN 0-444-42148-3.
- Keith N. Delfrey: Rare earths - research and applications. Nova Science, New York 2008, ISBN 1-60456-218-8.
- Karl A. Gschneidner et al.: Handbook on the physics and chemistry of rare earths. Elsevier, Amsterdam 2010, ISBN 978-0-444-53220-6.
- Klaus Reinhard: Seltene Erden, Chemie in unserer Zeit, 18. Jahrg. 1984, Nr. 1, S. 24–34, doi:10.1002/ciuz.19840180104

### Belletristik
- Eric Ambler: Schmutzige Geschichte, 1968.